# Phoeniculidae
Phoeniculidae là một họ chim trong bộ Bucerotiformes.

## Phân loại học
- Chi Phoeniculus
  - Phoeniculus castaneiceps
  - Phoeniculus bollei
  - Phoeniculus purpureus
  - Phoeniculus somaliensis
  - Phoeniculus damarensis
  - Phoeniculus granti
- Chi Rhinopomastus
  - Rhinopomastus aterrimus
  - Rhinopomastus cyanomelas
  - Rhinopomastus minor